# Kamehameha IV
Kamehameha IV (ur. 9 lutego 1834, zm. 30 listopada 1863) – czwarty król Królestwa Hawajów (1854–1863). 
Urodzony jako Alexander Liholiho ʻIolani, był prawnukiem pierwszego hawajskiego króla – Kamehamehy I i królowej Keōpūolani oraz siostrzeńcem i adoptowanym synem Kamehamehy III, po którym odziedziczył on tron. Kamehameha III zmarł 15 grudnia 1854, nowego monarchę koronowano 11 stycznia 1855. W 1856 wziął za żonę Emmę Rooke, czyniąc ją królową. Zmarł 30 listopada 1863 na astmę, a tron przejął po nim jego starszy brat Lot Kapuāiwa, który przybrał imię Kamehamehy V.

autograf